# Kruklanki
Kruklanki (niem. Kruglanken) – wieś w Polsce, położona w województwie warmińsko-mazurskim, w powiecie giżyckim, w gminie Kruklanki.
W latach 1975–1998 miejscowość położona była w województwie suwalskim.
Miejscowość jest siedzibą gminy Kruklanki. Leży nad rzeką Sapiną, liczy ok. 1300 mieszkańców, znajduje się tu siedziba nadleśnictwa Borki.
W 2011 w okolicach wsi spadł meteoryt, był to pierwszy od 17 lat od wcześniejszej „baszkówki”, zaobserwowany upadek meteorytu w Polsce.

## Położenie
Kruklanki położone są we wschodniej części Krainy Wielkich Jezior Mazurskich nad jeziorem Gołdapiwo i wzdłuż rzeki Sapiny.
Krajobraz obszaru gminy Kruklanki ukształtowany został podczas ostatniego zlodowacenia bałtyckiego. Lodowiec, który kilkakrotnie nasuwał się i ustępował z tych terenów, pozostawił liczne ciekawe formy w postaci wyniesień morenowych i dolin erozyjnych.

## Integralne części wsi
| SIMC    | Nazwa              | Rodzaj     |
| ------- | ------------------ | ---------- |
| 0761590 | Grądy Kruklaneckie | przysiółek |

## Historia
Wieś została założona w 1545 roku przez Jana Bębelnika na 60 włókach. Osiedleńcy – głównie Polacy (na 28 rodzin 6 było litewskich) – otrzymali 6 lat wolnizny.
W czasie swojego istnienia wieś znana była pod różnymi nazwami, między innymi:
- Krucze Łąki
- Kruglanken
- Kruglanki
- Kruklanki

Wieś była zasobna i dobrze prosperowała, bo już w 1574 roku został wybudowany kościół, a prawie w tym samym czasie powstała również szkoła. Mimo że Kruklanki paliły się wielokrotnie, udawało się ocalić kościół, który pozostał cennym zabytkiem architektury wschodniopruskiej z XVI wieku. Wieś leżała w granicach I Rzeczypospolitej jako lenno Korony Polskiej do 1657, po czym znalazła się pod panowaniem brandenbursko-pruskim, a od 1701 w Królestwie Prus.
Podczas epidemii dżumy w 1710 roku zmarły tu 132 osoby, m.in. ostatni przedstawiciel szlacheckiego rodu von Gansenów, którego grobowiec odkryto w 1875 roku pod podłogą kościoła po lewej stronie ołtarza.
Do początku XIX wieku większość mieszkańców tutejszej parafii stanowili Polacy, ale już pod koniec tamtego stulecia stanowili oni zaledwie trzecią część mieszkańców.
W okresie intensywnego rozwoju gospodarczego na przełomie XIX i XX wieku powstały tutaj dwie linie kolejowe. Kruklanki znalazły się na trasie łączącej dwa miasta Giżycko z Węgorzewem, a Możdżany i Jurkowo Węgorzewskie na linii Kruklanki – Olecko. Stąd pozostałości dawnych budowli kolejowych: budynki dworcowe w Kruklankach i Jurkowo Węgorzewskie, nasypy, wąwozy, wiadukty i mosty, w tym zburzony most kolejowy nad rzeką Sapiną – kilkaset metrów na południe od Kruklanek.

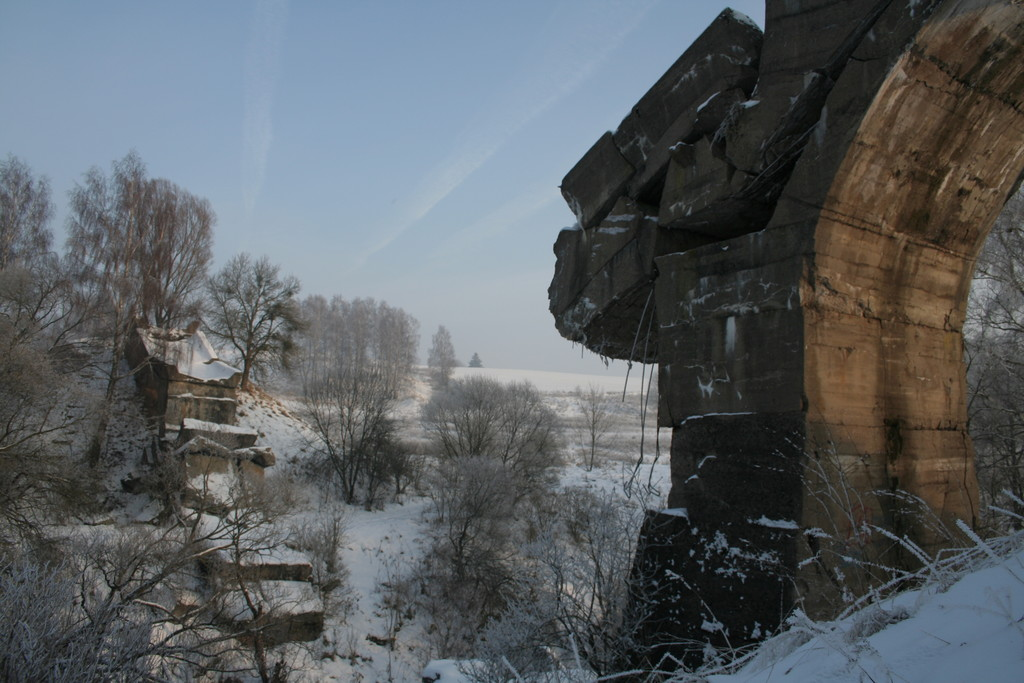
„Zwalony most” – stan obecny

Most kolejowy nad rzeką Sapiną zwany potocznie przez dzisiejszych mieszkańców „zwalonym mostem” powstał w 1908 roku i należał do największych budowli kolejowych na Mazurach. Stanowił on budowlę pięcioprzęsłową, żelbetową, pełnościenną.

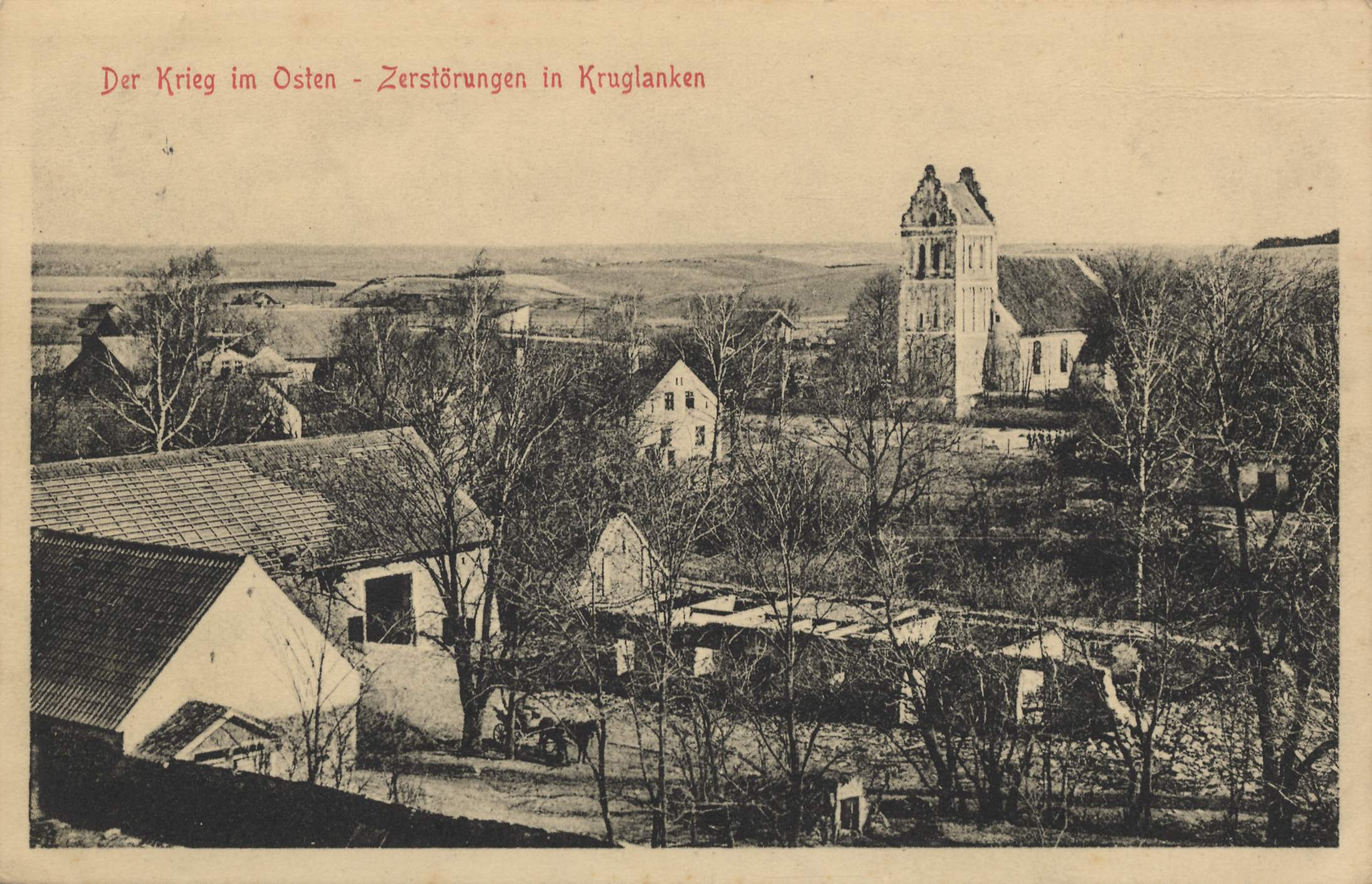
Zniszczone Kruklanki w czasie I wojny światowej

W sierpniu 1914 roku, podczas I wojny światowej saperzy niemieccy wysadzili jedno przęsło (zachodnie), aby nie oddać linii kolejowej wojskom rosyjskim. Zniszczenia te zostały naprawione jeszcze podczas wojny, wówczas też wprowadzono dodatkowe podpory łuków skrajnych oraz usunięto z zachowanych filarów płyty kamienne. W czasie wojny Kruklanki zostały w znacznym stopniu zniszczone.
W okresie II wojny światowej powstał w okolicy Kruklanek system umocnień zbudowany z bunkrów żelbetowych i rowów, wchodzący w skład Giżyckiego Rejonu Umocnionego (GRU).
Jak w całym GRU, tak i na terenie kruklaneckim wykorzystano naturalne przeszkody terenowe – lasy, jeziora, przesmyki, pagórki. Ten silnie ufortyfikowany teren nie odegrał większej roli w czasie II wojny światowej. Zastosowane przez Armię Czerwoną manewry oskrzydlające spowodowały szybkie wycofanie się wojsk niemieckich.
6 października 1944 roku do Kruklanek przywieziony został pociągiem generał Tadeusz Bór-Komorowski. Himmler w pobliskiej swojej kwaterze polowej chciał podjąć z generałem rozmowy na temat współpracy. Do rozmów jednak nie doszło dzięki postawie generała Bora.
Most kolejowy na rzece Sapinie został ponownie zaminowany w 1945 roku w obawie przed spodziewanym nadejściem wojsk radzieckich, a następnie 8 września 1945 roku został wysadzony przez miejscową ludność, która miała nadzieję, że w ten sposób zapobiegnie grabieży. Tej miejscowej legendy nie potwierdzają jakiekolwiek źródła historyczne z epoki.
Po zajęciu tych ziem przez Rosjan większość urządzeń obronnych została po uprzednim zdemontowaniu i wywiezieniu wyposażenia wysadzona w powietrze. Pozostałości GRU to dzisiaj malownicze rumowiska, na które można się natknąć spacerując wśród lasów i pól. Odcinek kruklanecki jak dotychczas najdokładniej został spenetrowany i opisany w 1989 roku przez Stefana Fuglewicza.
W 1945 roku wieś ponownie włączono do Polski. Większość dotychczasowej ludności została zastąpiona polskimi przesiedleńcami.
Współcześnie kilka rodzin mieszkających we wsi ma pochodzenie niemieckie, większość to przyjezdni z Polski centralnej, przesiedleńcy zza Buga oraz spory odsetek ludności ukraińskiej, przesiedlonych w ramach akcji „Wisła” w latach 1947–1952.

## Kościół i cerkwie

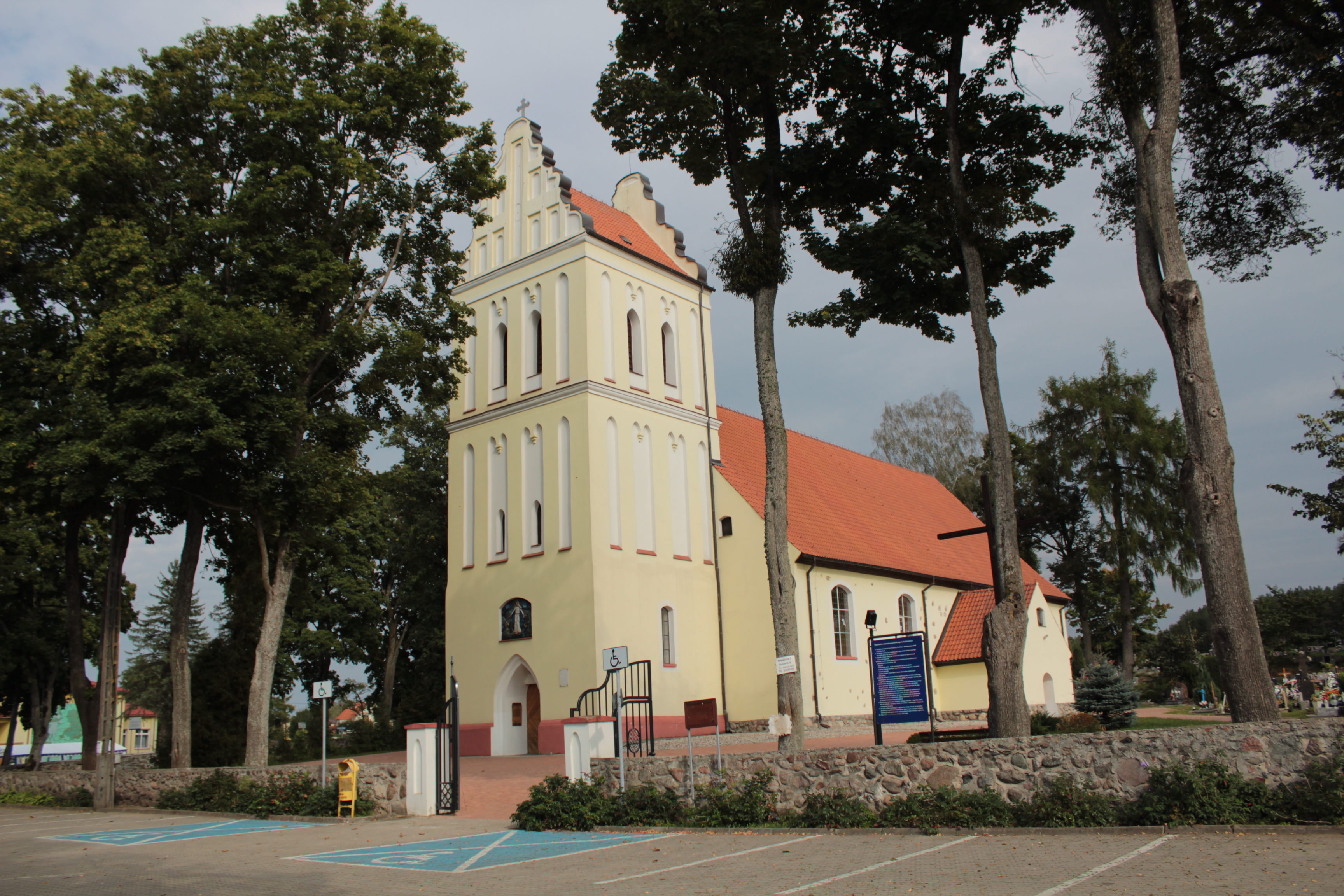
Kościół Wniebowzięcia NMP

Kościół Wniebowzięcia Najświętszej Maryi Panny, salowy, murowany z cegły i kamienia polnego, z zakrystią od wschodu i kruchtą od południa. Budowla wzniesiona w 1753 roku, 25-metrowa wieża jest starsza (koniec XVI wieku) i nadbudowana o dwie kondygnacje (ok. 1600), szczyty wieży wykonane przed rokiem 1648. Kościół odnowiono w 1875 roku oraz po uszkodzeniach z I wojny światowej. Ołtarz zestawiono w 1753 roku z użyciem elementów nastawy z końca XVII wieku.
W Kruklankach znajdują się jeszcze dwie cerkwie:
- Św. Dymitra (prawosławna) – parafialna
- Św. Jozafata Kuncewicza (greckokatolicka)

## Szkolnictwo

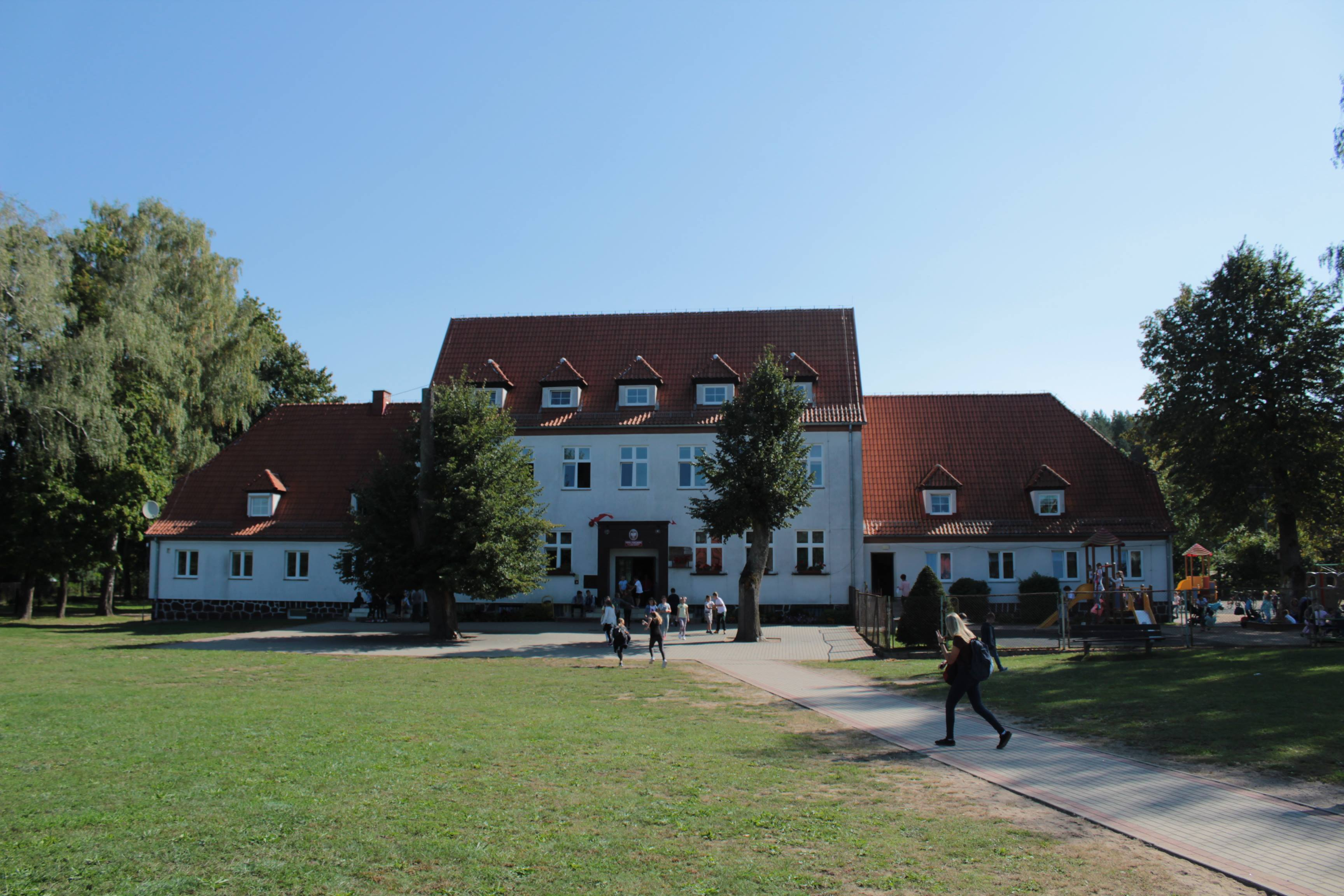
Szkoła Podstawowa im. K. I. Gałczyńskiego w Kruklankach

W Kruklankach znajduje się szkoła wybudowana w 1929 roku. Obecnie mieści się w niej Szkoła Podstawowa im.K.I. Gałczyńskiego, ale przed reformą oświaty w 2017 znajdowało się tam także Gimnazjum.
Od 2007 do 2017 placówka nosiła nazwę Zespołu Szkół w Kruklankach.
W latach 2011–2012 na zachód od budynku wybudowano kompleks Orlik 2012, w skład którego wchodzą boisko ze sztuczną trawą do gry w piłkę nożną, boisko tartanowe, wielofunkcyjne do gry w piłkę ręczną, siatkówkę i koszykówkę, oraz budynek sanitarno-szatniowy.
Obecnie dyrektorem Szkoły jest mgr Justyna Maliszewska, a wicedyrektorem mgr Jarosław Karbowski.

## Kultura
W miejscowości działa Biblioteka i Ośrodek Kultury Gminy Kruklanki, który organizuje różne imprezy  kulturalne np. dożynki gminne (a w 2018 powiatowe), biesiada agroturystczna, a także kiermasze, itd.

## Oferta turystyczna

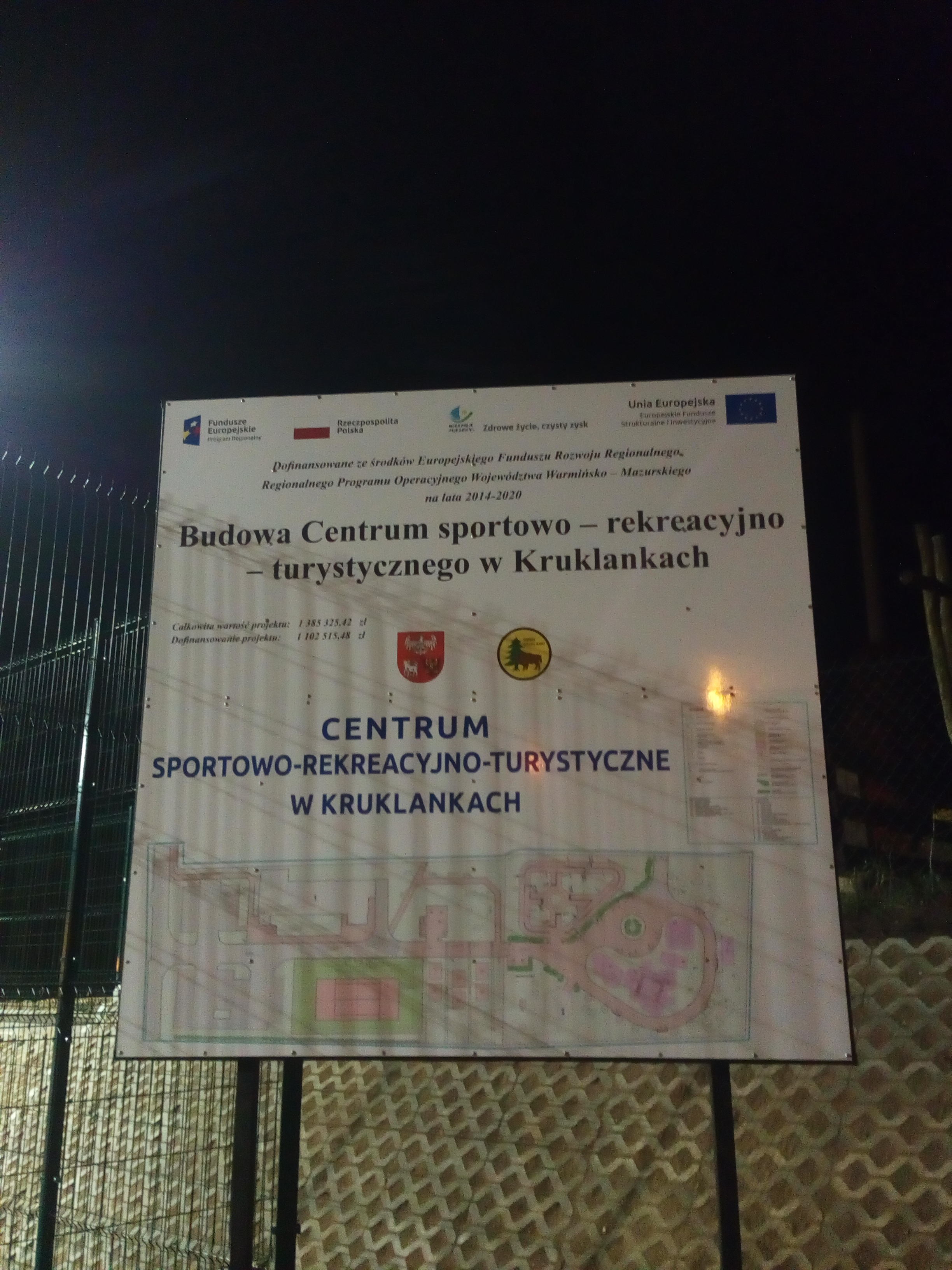
Tablica informacyjna o CS-R-T w Kruklankach

Kruklanki są gminą o rozwiniętej infrastrukturze turystycznej. Istnieją tu restauracje, ogólnodostępne stołówki w ośrodkach wypoczynkowych, kawiarnie i punkt informacji turystycznej, wypożyczalnie sprzętu turystycznego, boiska Orlik 2012 i stadion sportowy. Działa szereg gospodarstw agroturystycznych.

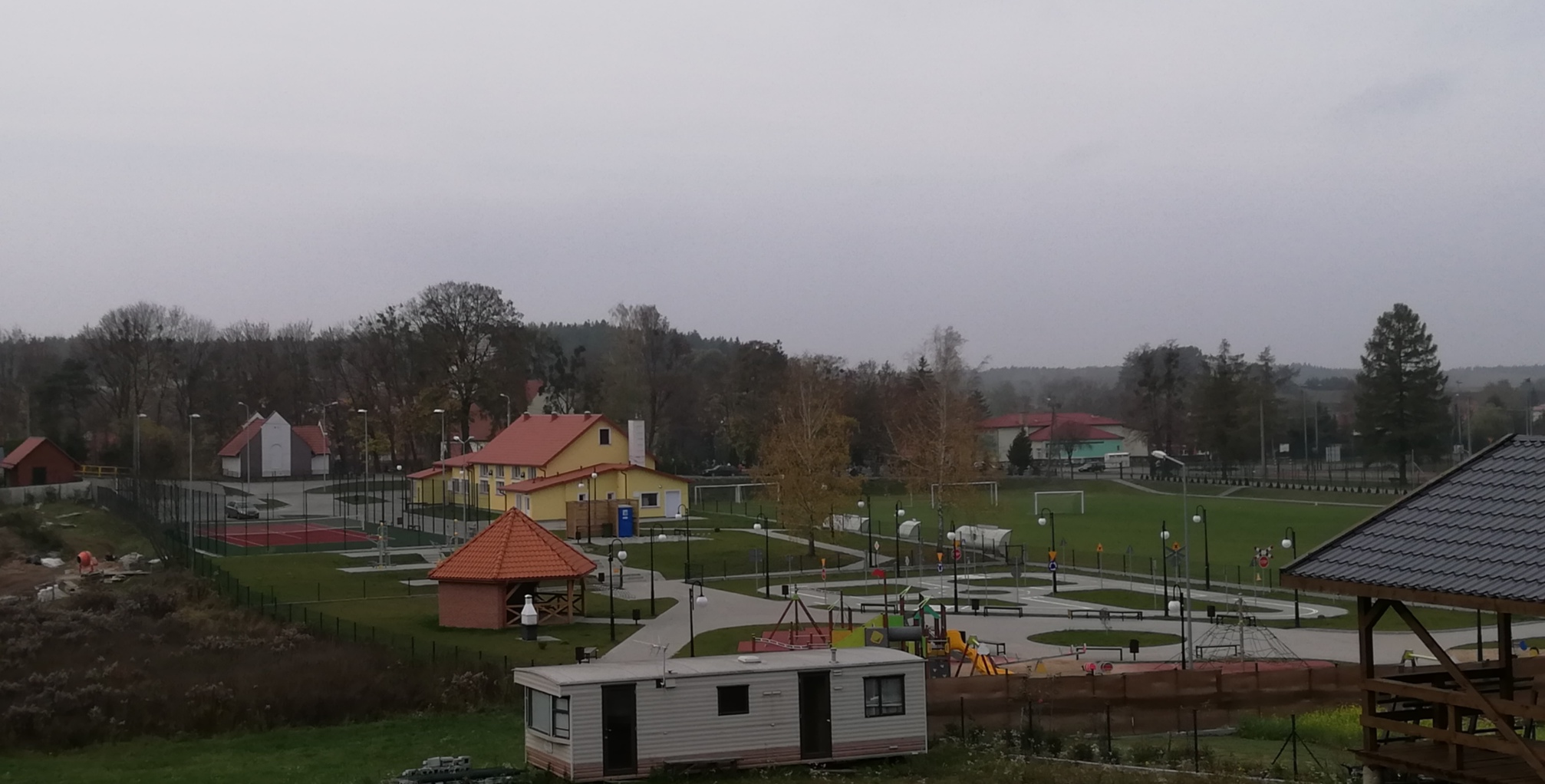
Centrum Sportowo - Rekreacyino - Turystyczne, po prawej Stadion Gminny

Od 20 października 2018, przy ulicy Szkolnej, jest czynne Centrum Sportowo – Rekreacyjno – Turystyczne, w skład którego wchodzą: parking, miasteczko ruchu drogowego, kort tenisowy, siłownia zewnętrzna, plac zabaw, altana piknikowa oraz grill wolnostojący. Na terenie kompleksu jest także sala gimnastyczna.